# イェッセ・ヨロネン
イェッセ・ペッカ・ヨロネン（Jesse Pekka Joronen  ,  1993年3月21日 - ）は、フィンランド・南カルヤラ県ラウトヤルヴィ出身のプロサッカー選手。ヴェネツィアFC所属。ポジションはGK。

## 来歴
2009年にフラムFCのトップチームに昇格。しかし、トップチームに定着することは出来ず、下部リーグへのローン移籍を繰り返すシーズンに終始した。
2017年7月10日、デンマーク・スーペルリーガのACホーセンスと2年契約を締結。加入後正GKに定着。その活躍もあり、2017年12月には、2018-19シーズンからのFCコペンハーゲンへの移籍が決定し、4年契約を締結。移籍した2018-19シーズンは、リーグ戦優勝を経験した。
2019年7月12日、ブレシア・カルチョと3年契約を締結した。
2022年6月30日、ヴェネツィアFCと3年契約を締結した。

## フィンランド代表
2009年からユース世代のフィンランド代表に招集され、2013年のキングスカップでフル代表に初招集された。